# Byatarayanapura
Byatarayanapura é uma cidade e uma city municipal council no distrito de Bangalore, no estado indiano de Karnataka.

## Demografia
Segundo o censo de 2001, Byatarayanapura tinha uma população de 180 931 habitantes. Os indivíduos do sexo masculino constituem 52% da população e os do sexo feminino 48%. Byatarayanapura tem uma taxa de literacia de 73%, superior à média nacional de 59,5%; a literacia no sexo masculino é de 78% e no sexo feminino é de 67%. 12% da população está abaixo dos 6 anos de idade.